# Руволі
Руволі (фр. Ruvoli, корс. Ruvoli) — річка (струмок) на острові Корсика у Франції, права притока річки Траво. Струмок має три різні назви — від витока до гирла: Азінао (Asinao), Чипітоса (Cipitosa) та Руволі (Ruvoli).

## Географія
Довжина 12,7 км, витік знаходиться на висоті 1630 метрів над рівнем моря в північно-східній частині ущелини Бокка д'Азінау (Bocca d'Asinau, 1675 м) на відрогах гори Пунта-Муврареккія (Punta Muvrareccia, 1899 м). Впадає в річку Траво на висоті близько 115 метрів над рівнем моря.
Напрямок течії — з півдня на північ.
Протікає через усю територію комуни Соларо (кантон Прунеллі-ді-Фьюм'орбу) в департаменті Верхня Корсика.
Вздовж усієї течії Руволі розсікає тверді породи — грануліти масиву Бавелла.

## Притоки
Чотири притоки Руволі мають назви (від витоку до гирла):
- струмок Джардже (ruisseau de Giarge) завдовжки 0,7 км, права притока[1];
- струмок Фельчія (ruisseau de Felcia) завдовжки 1,6 км, права притока;
- струмок Сальту (ruisseau de Saltu) завдовжки 3,3 км, права притока;
- струмок Кастаньйолу (ruisseau de Castagnolu) завдовжки 2 км, права притока.

## Населення та екологія
Практично вся територія басейну Руволі не використовується в господарстві, більшу її частину займають ліси. Декретом Прем'єр-міністра Франції від 11 березня 1994 року Руволі включено до списку річок, на яких з екологічних міркувань заборонене будівництво гідроелектростанцій. У рамках європейського водно-екологічного проекту передбачається довести екологічний та хімічний стан річки до доброго до 2015 року. 
Єдиним населеним пунктом на березі Руволі є однойменний хутір муніципалітету Соларо, розташований при впадінні в Руволі струмка Сальту.